# Ceilhes-et-Rocozels

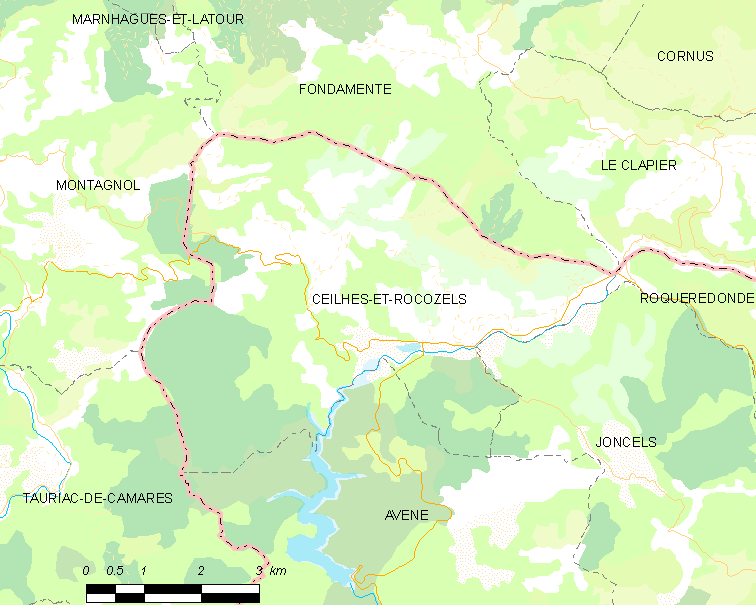
Mapa

 Ceilhes-et-Rocozels  (en occitano Selha e Rocosèls) es una población y comuna francesa, situada en la región de Occitania, departamento de Hérault, en el distrito de Lodève y cantón de Clermont-l'Hérault.

## Demografía
| 430 | 397 | 405 | 358 | 283 | 256 | 311 |
| Para los censos de 1962 a 1999 la población legal corresponde a la población sin duplicidades (Fuente: INSEE [Consultar]) |     |     |     |     |     |     |